# Vin de garage

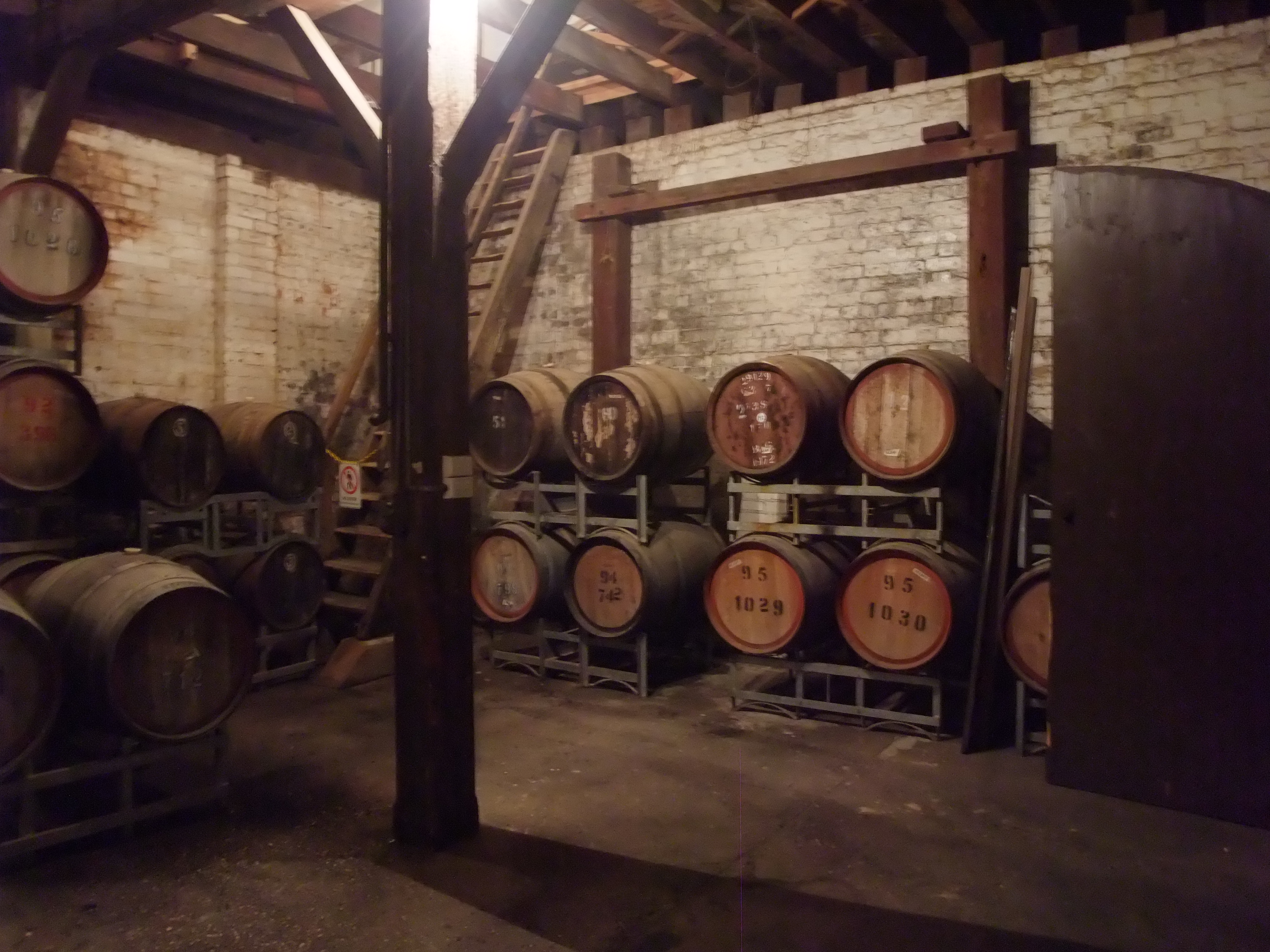
Vins de garage : micro-vinification dans un entrepôt.

Un vin de garage est un vin produit en petite quantité sur des petites surfaces. L'appellation est apparue dans le vignoble de Bordeaux au début des années 1990.

## Origine
C'est dans le Bordelais qu'est apparue cette expression appliquée à des vins de château qui se caractérisaient par de petits volumes et une production volontairement limitée. Autre caractéristique, ces micro-cuvées étaient extrêmement tanniques pour avoir été vinifiées puis élevées en fût de chêne neuf. Réservé à une clientèle bien ciblée, le prix de ce type de vin était très élevé. 
Les deux promoteurs de ce type de vin furent Jacques Thienpont, propriétaire du château Le Pin à Pomerol, dès 1979, suivi, au tout début des années 1990, par Jean-Luc Thunevin, propriétaire du château de Valandraud (en), à Saint-Émilion. 
Ces vins extrêmement tanniques furent fort bien notés par Robert M. Parker, Jr., ce qui assura leur succès. Les plus connus des garagistes, outre les deux pré-cités, sont La Mondotte, Péby-Faugère, Gracia, Rol-Valentin et Le Dôme (en).